# Rain (The Beatles-kislemez)
1966. június 10-én (az USA-ban már május 30-án) jelent meg a Beatles Rain című dala a Paperback Writer című kislemez B-oldalán. Bár nem jelent meg eredeti Beatles-albumon, több válogatásra is felkerült:
- Hey Jude (1970)
- Rarities (1978)
- Past Masters, Volume Two (1988)

A könnyűzene történetében ez az első dal, melyben visszafelé felvett ének hallható.
A végén hallani lehet, amint visszafelé énekelek. Nagyjából és egészében már az EMI-ban elkészítettük a dolgot, aztán hazavittük magunkkal, hogy apróbb részletekkel bíbelődjünk és hogy a gitárszólót tökéletesítsük… Tiszta véletlen, hogy a szalagot fordítva raktam föl s a zene fordítva jött, s ez engem teljesen kikészített…
A dalt sohasem játszották koncerten.

## Közreműködők
- John Lennon – ének, ritmusgitár
- Paul McCartney – vokál, basszusgitár
- George Harrison – vokál, szólógitár
- Ringo Starr – dob, ütőhangszerek, csörgődob

### Produkció
- Geoff Emerick – hangmérnök
- George Martin – producer